# طوفان عشق
طوفان عشق (آلمانی: Sturm der Liebe؛ تلفظ [stu:rm ˈli:bə]) نام یک مجموعهٔ تلویزیونی احساسی آلمانی است که از ۲۶ سپتامبر ۲۰۰۵ میلادی تا کنون از شبکهٔ داس ارسته پخش می‌شود.
این سریال از ۲۰ شبکهٔ تلویزیونی مختلف در سرتاسر اروپا منتشر و تا ۲ ژوئن ۲۰۱۷، بیش از ۴۴۹۱ قسمت از آن پخش شده‌است.